# Ynglebestand
Ynglebestand er i zoologien det antal af en art dyr eller fugle, der er kønsmodne og opholder sig på terrænet i yngletiden.